# Osečina
Osečina je naselje u Srbiji, 34 km sjeverozapadno od Valjeva, u dolini gornjeg Jadra i južnoj podgorini Vlašića.
Osečina je središte istoimene općine

## Stanovništvo
| Etnički sastav 2002. |            |        |
| Narod                | Stanovnika | %      |
| Srbi                 | 3.138      | 98,92% |
| Crnogorci            | 9          | 0,28%  |
| Jugoslaveni          | 4          | 0,12%  |
| Hrvati               | 3          | 0,09%  |
| Makedonci            | 2          | 0,06%  |
| Rusi                 | 1          | 0,03%  |
| Nijemci              | 1          | 0,03%  |
| nepoznato            | 8          | 0,25%  |

| broj stanovnika | 584   | 667   | 808   | 1026  | 1922  | 2934  | 3172  |
|                 | 1948. | 1953. | 1961. | 1971. | 1981. | 1991. | 2002. |

## Šport
Od 2021. održava se Memorijalni turnir Vojislav Lukić Sile u futsalu.

## Vanjske poveznice
- "Podgorac", list za društveno-politička, privredna, obrazovna, kulturna i sportska pitanja u opštini Osečina  Arhivirana inačica izvorne stranice od 4. travnja 2005. (Wayback Machine)
- Sportski centar "Osečina"  Arhivirana inačica izvorne stranice od 3. listopada 2006. (Wayback Machine)
- "Statistički podaci za opštinu Osečina"  Arhivirana inačica izvorne stranice od 20. prosinca 2004. (Wayback Machine)

Izvor:
- Jovan Đ. Marković: "Enciklopedijski geografski leksikon Jugoslavije", Sarajevo, 1990.
- "Imenik mesta u Jugoslaviji", Beograd, 1973: Osečina-selo i Osečina (Osečina varošica)